# Hans von Wrochem
Hans Karl Ernst von Wrochem (* 22. Januar 1853 in Breslau; † 19. September 1914 in Danzig) war ein preußischer Generalleutnant.

## Leben

### Herkunft
Hans entstammte dem schlesischen Uradelsgeschlecht von Wrochem. Er war der Sohn des preußischen Landrats Karl von Wrochem (1809–1872) und dessen Ehefrau Agnes, geborene Freiin von der Recke (* 1826).

### Militärkarriere
Wrochem erhielt seine Erziehung im elterlichen Hause. Er besuchte Gymnasien in Schweidnitz und legte in Hirschberg sein Abitur ab. Am 1. März 1870 trat er in das Königs-Grenadier-Regiment (2. Westpreußisches) Nr. 7 der Preußischen Armee ein. Mit diesem Regiment nahm er 1870/71 während des Krieges gegen Frankreich an den Kämpfen bei Weißenburg, Wörth und Sedan teil und wurde während der Belagerung von Paris Ende Dezember 1870 zum Sekondeleutnant befördert. Nach dem Friedensschluss absolvierte Wrochem zur weiteren Ausbildung 1875/78 die Kriegsakademie und wurde als Premierleutnant ab Mitte April 1882 auf zwei Jahre zur Dienstleistung beim Großen Generalstab kommandiert. Daran schloss sich sein Kommandierung als Adjutant zur 3. Infanterie-Brigade an. Unter Belassung in diesem Kommando wurde Wrochem am 14. April 1885 in das Infanterie-Regiment Nr. 128 versetzt und am 13. Juni 1885 zum Hauptmann befördert. Am 11. März 1886 trat er als Kompaniechef in das 5. Ostpreußische Infanterie-Regiment Nr. 41 über und kam nach drei Jahren in gleicher Eigenschaft in das Infanterie-Regiment Nr. 131 nach Metz. Vom 29. März 1892 bis zum 13. August 1893 war Wrochem als Adjutant zum Generalkommando des X. Armee-Korps in Hannover kommandiert, avancierte zwischenzeitlich zum Major und wurde dann zur Dienstleistung beim Auswärtigen Amt kommandiert.
Vom 15. September bis zum 20. Dezember 1893 war Wrochem zur Vertretung des Gouverneurs nach Deutsch-Ostafrika und anschließend bis 14. Mai 1894 zur Vertretung des Kommandeurs der Schutztruppe der deutschen Kolonie kommandiert. Nach seiner Rückkehr nach Deutschland wurde er am 18. August 1894 zum Bataillonskommandeur im 2. Hannoverschen Infanterie-Regiment Nr. 77 ernannt. 1896 nahm Wrochem an der Generalstabsreise des X. Armee-Korps teil und wurde im März des Folgejahres als Kommandeur des II. Bataillons im Infanterie-Regiment Nr. 165 nach Blankenburg versetzt. Mit seiner Beförderung zum Oberstleutnant kam Wrochem am 22. Mai 1899 zum Stab des Infanterie-Regiments „Graf Tauentzien von Wittenberg“ (3. Brandenburgisches) Nr. 20 nach Wittenberg. Anlässlich der Niederschlagung des Boxeraufstandes meldete er sich freiwillig nach China und wurde dem Stab des 6. Ostasiatischen Infanterie-Regiments zugeteilt. Später fungierte er als Postenkommandant in Shanhaiguan und avancierte am 16. Juni 1901 zum Oberst. Nach seiner Rückkehr wurde Wrochem am 17. August 1901 als aggregiert in das Infanterie-Regiment „Herzog Karl von Mecklenburg-Strelitz“ (6. Ostpreußisches) Nr. 43 versetzt und am 18. Oktober 1901 zum Regimentskommandeur ernannt. Mit der Beförderung zum Generalmajor erhielt Wrochem am 22. April 1905 das Kommando über die 72. Infanterie-Brigade in Deutsch-Eylau. In Genehmigung seines Abschiedsgesuches wurde er am 21. März 1908 mit der gesetzlichen Pension zur Disposition gestellt. Nach seiner Verabschiedung erhielt Wrochem noch den Charakter als Generalleutnant.
Er war Ehrenritter des Johanniterordens und Inhaber des Roten Adlerordens II. Klasse mit Eichenlaub sowie des Kronenordens II. Klasse.
Nach Ausbruch des Ersten Weltkriegs wurde Wrochem als z.D.-Offizier wiederverwendet und als Landsturminspekteur des XVII. Armee-Korps eingesetzt. Als solcher ist er am 19. September 1914 in Danzig verstorben.

### Familie
Wrochem hatte sich am 30. Mai 1876 in Braunschweig mit Inez Marie Wachowski (1852–1899) verheiratet. Aus der Ehe gingen die beiden Söhne Harald (* 1877) und Walther (*/† 1880) hervor. Nach dem Tod seiner ersten Frau heiratete Wrochem Elisabeth Freiin von Steinaecker.